# クエンティン (駆逐艦)
クエンティン (HMS Quentin, G78) はイギリス海軍の駆逐艦。Q級。

## 艦歴
1940年9月25日起工。1941年11月5日進水。1942年4月15日就役。
1942年8月、ペデスタル作戦に参加。
その後、一時カリブ海へ移動。9月3日、バルバドス南方で駆逐艦「パスファインダー」によるドイツ潜水艦「U162」撃沈を助けた。
1942年12月2日、「クエンティン」と軽巡洋艦「オーロラ」、「アルゴノート」、「シリアス」、駆逐艦「キベロン」で構成されたQ部隊はシチリア海峡で敵船団を攻撃し、輸送船4隻すべてと護衛の1隻、イタリア駆逐艦「フォルゴーレ」を沈めた。その帰路、「クエンティン」はドイツ軍機の攻撃を受け撃沈された。